# Gift
Gift (укр. «Подарунок») — спеціальний реліз гурту Lacrimosa, виданий в 2010 році як промо-сингл до святкування Хелловіну в клубі Телеклуб в Єкатеринбурзі, Росія. Був виданий обмеженим тиражем. Кожен сингл був підписаний Тіло Вольфом написом «Für Russland mit Liebe — Tilo Wolff».

## Список композицій
| #  | Назва                               | Автор      | Тривалість |
| -- | ----------------------------------- | ---------- | ---------- |
| 1. | «Sellador» (Club Mix)               | Тіло Вольф | 4:41       |
| 2. | «Sellador» (Remix by Snakeskin)     | Тіло Вольф | 4:27       |
| 3. | «A.u.S.» (Remix by Stillife)        | Тіло Вольф | 5:14       |
| 4. | «Lichtgestalt» (Remix by Snakeskin) | Тіло Вольф | 4:35       |
| 5. | «Feuer»                             | Тіло Вольф | 4:32       |